# Vladimir Zjirinovskij

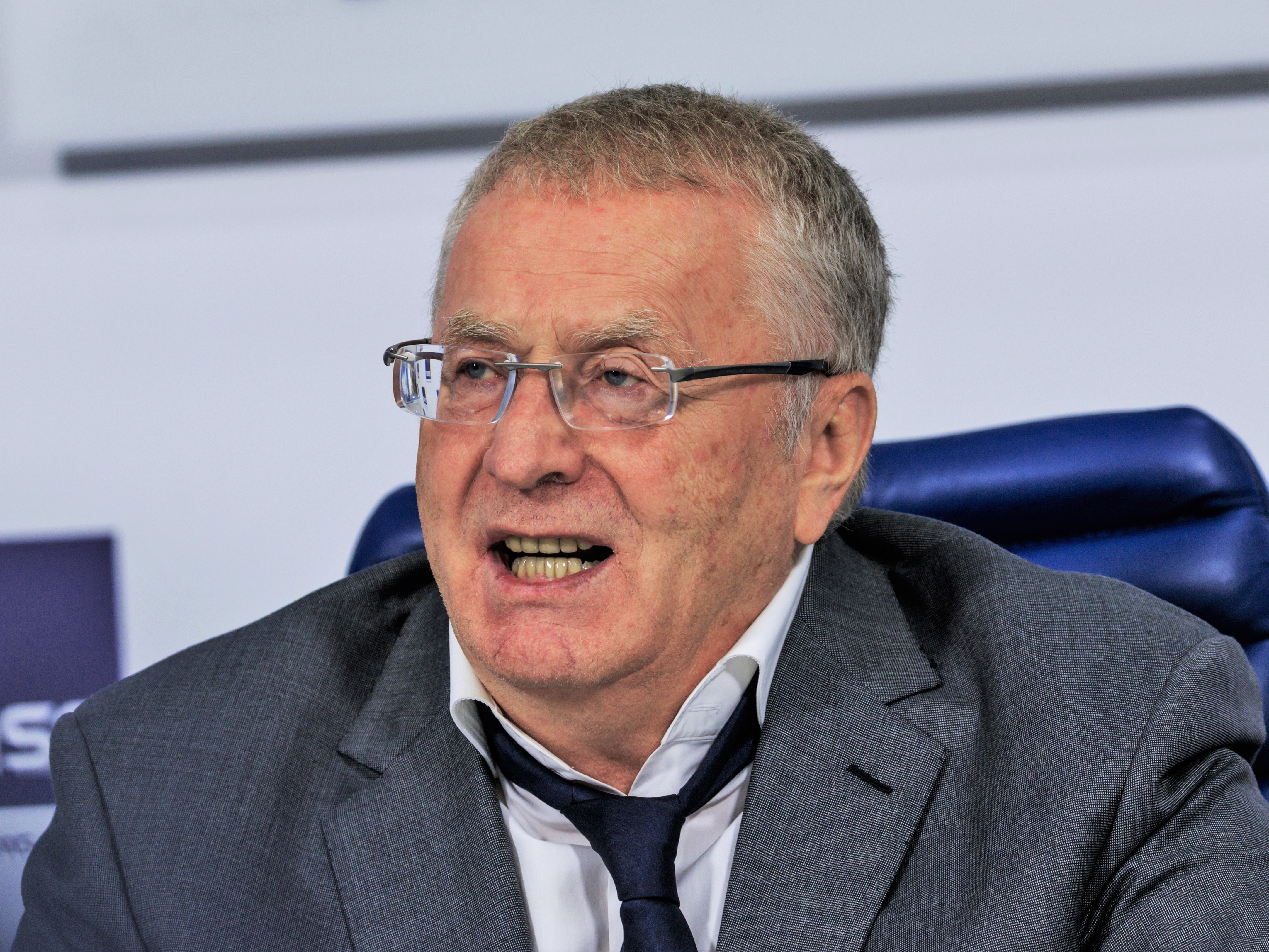
Vladimir Zjirinovskij i augusti 2016.

Vladimir Volfovitj Zjirinovskij (ryska: Владимир Вольфович Жириновский), född Eidelstein (ryska: Эйдельште́йн, Ejdelsjtejn) den 25 april 1946 i Alma-Ata, Kazakiska SSR, Sovjetunionen (idag Almaty, Kazakstan), död 6 april 2022 i Moskva, var en rysk politiker som var partiledare för Rysslands liberaldemokratiska parti.
Zjirinovskij var kandidat i presidentvalet sex gånger under perioden 1991–2018. Zjirinovskij var ledamot av Statsduman från 1993 till sin död; åren 2000–2001 var han även Statsdumans vice talman. Han gjorde sig känd för populistiska och ultranationalistiska uttalanden, i kombination med färgstarkt språkbruk och oförutsägbart beteende i samband med debatter och intervjuer.

## Biografi
Zjirinovskij mor var ryska och hans far en tysk vid namn Wolf Eidelstein. Fadern deporterades till Polen en kort tid efter att han gift sig med Zjirinovskijs mor. Efternamnet Zjirinovskij kommer från hans styvfar.
År 1964 flyttade Zjirinovskij till Moskva för att påbörja studier vid Institutet för asiatiska och afrikanska studier vid Moskvauniversitetet, där han avlade examen 1969. Under början av 1970-talet gjorde han militärtjänstgöring i Tbilisi. Han tog senare en examen i juridik och arbetade på olika poster inom statsförvaltningen.
Under 1990 grundade han tillsammans med Vladimir Bogatjov Rysslands liberaldemokratiska parti, det andra registrerade partiet i Sovjetunionen och därmed det första oppositionspartiet. Zjirinovskijs första politiska framgång kom 1991, när han kom trea i presidentvalet. I valet till Statsduman 1993 fick partiet 23 % av rösterna, men har därefter inte nått samma framgångar.
Zjirinovskij var känd för sin radikalt nationalistiska retorik. Han gav uttryck för flera nationellt expansionistiska ståndpunkter, bland annat uttalade han som sin förhoppning att ryska soldater "ska få tvätta sina stövlar i Indiska oceanen", det vill säga att Ryssland sålunda skulle expandera söderut i Asien. Vidare sa han sig stödja ryska anspråk på att återfå Alaska. I ett annat bevingat uttalande utnämnde han floden Wisła i Polen som framtida gräns mellan Ryssland och Tyskland.
I april 2001 protesterade Zjirinovskij och andra deputerade mot ett förslag om en tyst minut till minne av förintelsens offer på sovjetisk mark - detta då hälften av judarna som nazisterna mördade inträffade här. Zjirinovskij fick duman med sig. 

## Valresultat i presidentvalen
- 1991: 8,0 %, tredje plats (Boris Jeltsin vann med 58,6 %)
- 1996: 5,8 %, femte plats (Boris Jeltsin vann med 35,8 %)
- 2000: 2,7 %, femte plats (Vladimir Putin vann med 53,4 %)
- 2008: 9,5 %, tredje plats (Dmitrij Medvedev vann med 71,2 %)
- 2012: 6,2 %, fjärde plats (Vladimir Putin vann med 63,6 %)
- 2018: 5,6 %, tredje plats (Vladimir Putin vann med 76,7 %)

## Utmärkelser
- Medalj till minne av Moskvas 850-årsdag,  1997
- Förtjänstfull jurist i Ryska federationen,  2000
- Ryska fäderneslandets förtjänstorden av 4:e graden,  2006
- Ärans orden,  2008
- Ryska fäderneslandets förtjänstorden av 3:e graden,  2011
- Alexander-Nevskij-orden,  2015
- Ryska fäderneslandets förtjänstorden av andra graden,  2016
- Ryska fäderneslandets förtjänstorden av första graden,  2021
- Helige furst Daniel av Moskvas orden
- Medalj för försvar av Krim
- För förtjänster åt Republiken Krim
- Zjukovmedaljen
- Förtjänstfull järnvägsarbetare
- Hedersvapen
- Stolypin-medaljen
- Stolypin-medalj av 2:a graden
- Ryska federationens presidents hederscertifikat
- Transnistriens orden för personligt mod
- Ingusjiens förtjänstorden
- Medalj för förtjänstfullt genomförande av Rysslands folkräkning
- Medalj till minne av St. Petersburgs 300-årsjubileum
- Abchaziens heder och ära-orden
- Stolypin-medalj av 1:a graden
- Medalj för deltagande i den militära operationen i Syrien
- Anatolij Koni-medaljen
- Republiken Krims utmärkelser
- Hedersintyg från Ryska federationen

[Redigera Wikidata]